# Ugo Poletti
Ugo Poletti (19 de abril de 1914 – 25 de fevereiro de 1997) foi um cardeal italiano da Igreja Católica Romana, que atuou como vigário-geral de Roma de 1973 a 1991, e foi elevado ao cardinalato em 1973.

## Biografia
Nascido em Omegna, Poletti estudou no seminário de Novara antes de ser ordenado sacerdote em 29 de junho de 1938. Em seguida, atuou como vice-reitor do seminário teológico e tesoureiro do seminário diocesano geral em Novara até 1946. Depois de um período de trabalho pastoral em 1946-1951, Poletti foi feito pro-vigário-geral de Novara em 1954 e, em 16 de junho de 1955 protonotário apostólico.
Em 12 de julho de 1958, Poletti, foi nomeado bispo-auxiliar de Novara e bispo-titular de Medeli. Recebeu a sua consagração episcopal posteriormente em 14 de setembro do Arcebispo Vincenzo Gremigni, MSC, com os bispos Mario Longo Dorni e Francesco Brustia servindo como co-consagrantes. Poletti participou do Concílio Vaticano II, 1962-1965, e mais tarde foi nomeado arcebispo de Spoleto em 26 de junho de 1967. O Papa Paulo VI o fez arcebispo-titular de Aemona e Segundo Vice-Gerente de Roma em 3 de julho de 1969, e, em seguida, pro-vigário-geral de Roma em 13 de outubro de 1972. Além disso, foi presidente das Sociedades Missionárias Pontifícias (1964-1967), membro da Congregação para o Culto Divino e Disciplina dos Sacramentos, e foi presidente das Obras Pontifícias e da Academia Litúrgica.
Poletti foi criado cardeal-presbítero da Ss. Ambrogio e Carlo pelo Papa Paulo no consistório de 5 de março de 1973, antes de sua nomeação como vigário-geral de Roma, bem como Arcipreste da Basílica de Latrão, em 26 de março daquele mesmo ano. Como vigário geral, Poletti administrou a diocese em nome do Papa, que é o bispo da diocese de Roma.
Um dos cardeais eleitores que participaram nos conclaves de agosto e outubro de 1978, acredita-se que Poletti teria recebido até trinta votos durante a votação do último conclave. 
Anteriormente, em julho de 1976, o Bulletin de l'Occident Chrétien alegou que o próprio Poletti, entre outras autoridades de alto escalão da Igreja, era maçom, tendo sido iniciado em 17 de fevereiro de 1969, com o codinome maçônico de "Upo". De acordo com David Yallop, em seu livro de 1984 In God's Name, foi por causa dessas supostas ligações maçônicas que o Papa João Paulo I teria planejado a transferência de Poletti como Arcebispo de Florença.  De 1985 a 1991, foi presidente da Conferência Episcopal Italiana.
Citado em vários livros escritos sobre Teorias conspiratórias sobre a morte do Papa João Paulo I, entre elas se destaca "O Último Papa" de Luís Miguel Rocha, que teve mais de 500 mil cópias vendidas em todo o mundo, inclusive em países de maioria não católica.
Após a sua renúncia ao cargo de cardeal-vigário em 17 de janeiro de 1991, foi nomeado Arcipreste da Basílica de Santa Maria Maior. Nesse mesmo ano, teria autorizado o enterro do gangster Enrico De Pedis na cripta da Basílica de Santo Apolinário em Roma.  
O cardeal Poletti morreu de um ataque cardíaco em Roma , aos 82 anos. Ele está enterrado na capela de Santa Luzia, na Basílica Liberiana.